# Michail Semjonowitsch Schtschepkin

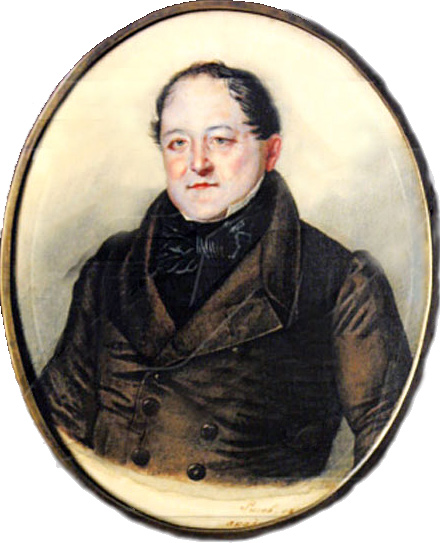
Michail Schtschepkin

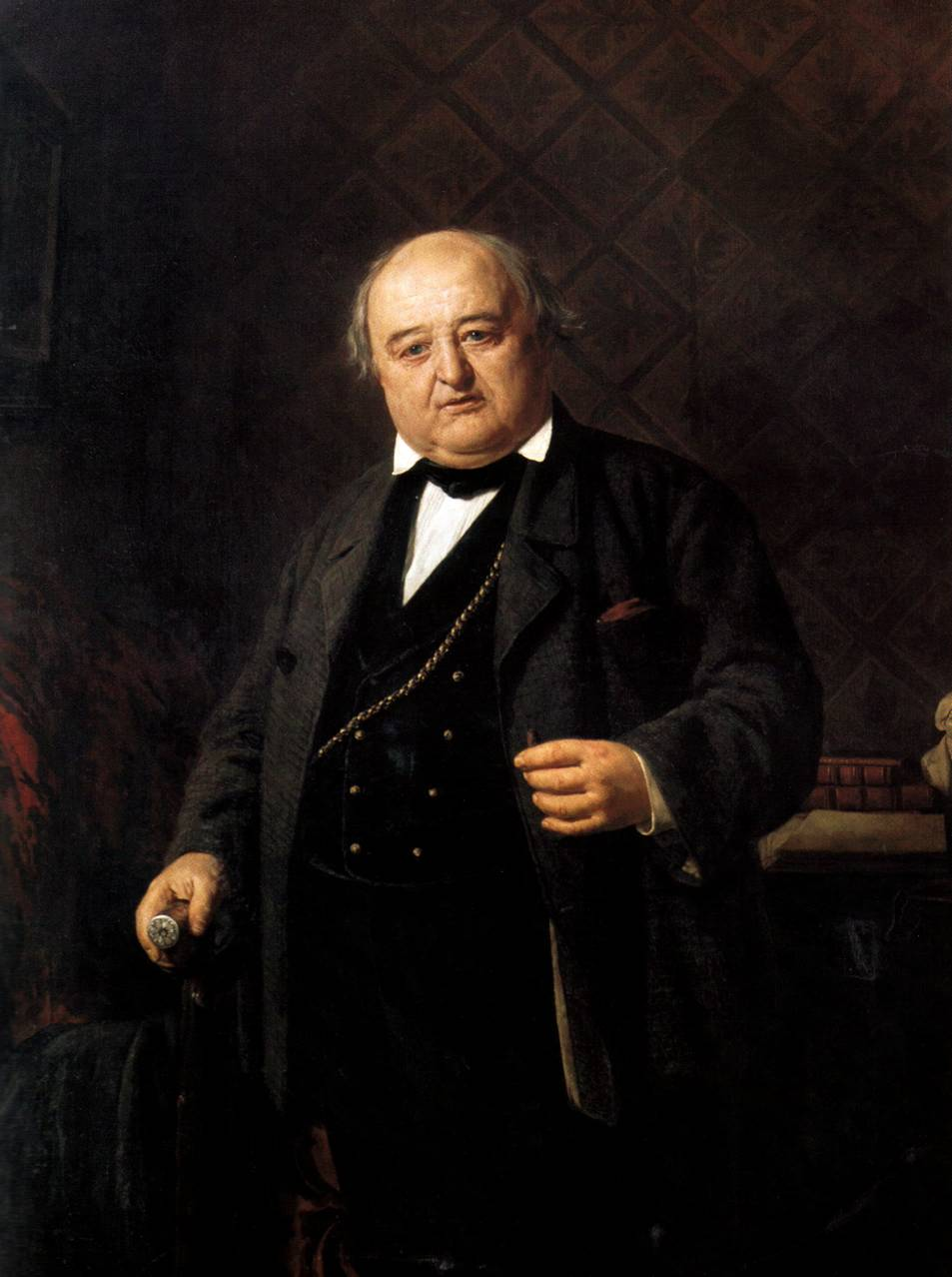
Michail Schtschepkin

Michail Semjonowitsch Schtschepkin (russisch Михаи́л Семёнович Ще́пкин; wiss. Transliteration Michail Semënovič Ščepkin; * 6. Novemberjul. / 17. November 1788greg. in Krasnoje, Gouvernement Kursk; † 11. Augustjul. / 23. August 1863greg. in Jalta) war ein berühmter russischer Schauspieler und gilt als einer der Begründer der russischen Theaterschule. Er wurde als Sohn eines einfachen Leibeigenen geboren. Schtschepkin spielte als erster den Famussow in Gribojedows Komödie Verstand schafft Leiden oder: Wehe dem Verstand (Gore ot uma, 1831). Die renommierte Schtschepkin-Theaterhochschule in Moskau ist heute nach ihm benannt und wurde zum 200-jährigen Jubiläum mit der Herausgabe einer Briefmarke am 25. November 2009 von der russischen Post gewürdigt. Diese Marke zeigt einen Blick auf das Schulgebäude.
Der Historiker Jewgeni Nikolajewitsch Schtschepkin und der Slawist, Linguist und Paläograph Wjatscheslaw Nikolajewitsch Schtschepkin waren seine Enkel, während die Schriftstellerin, Dichterin, Dramatikerin und Übersetzerin Tatjana Lwowna Schtschepkina-Kupernik eine Urenkelin Schtschepkins war.